# Квирикецминда
Квирикецминда (груз. კვირიკეწმინდა) — село в Грузии, на территории Амбролаурского муниципалитета края (мхаре) Рача-Лечхуми и Нижняя Сванетия.

## География
Село находится в северной части Грузии, к востоку от реки Хотеура (бассейн Риони), на расстоянии приблизительно 3 километров (по прямой) к юго-востоку от города Амбролаури, административного центра муниципалитета. Абсолютная высота — 1061 метр над уровнем моря.

## Население
По результатам официальной переписи населения 2014 года, в Квирикецминде проживало 34 человека (16 мужчин и 18 женщин). В национальной структуре населения грузины составляли 100 %.
| Год  | Население, человек |
| ---- | ------------------ |
| 2002 | 62                 |
| 2014 | ↘ 34               |